# 스타플라이어의 운항 노선
2019년 8월기준, 스타플라이어는 다음의 노선을 운항 중이다.

## 운항 노선

### 아시아

#### 동아시아
- 일본
  - 기타큐슈 - 기타큐슈 공항허브
  - 나고야 - 주부 센토레아 국제공항
  - 오사카 - 간사이 국제공항
  - 도쿄 - 하네다 국제공항
  - 우베 - 야마구치 우베 공항
  - 후쿠오카 - 후쿠오카 공항
- 중화민국
  - 타이베이 - 타이완 타오위안 국제공항

## 단항 노선

### 아시아

#### 동아시아
- 대한민국
  - 인천 - 인천국제공항
  - 무안 - 무안국제공항
  - 부산 - 부산국제공항
- 홍콩
  - 홍콩 - 첵랍콕 국제공항